# Elwood Haynes
Elwood P. Haynes (14. oktober 1857 i Portland, Indiana – 13. april 1925 i Kokomo, Indiana) var en amerikansk opfinder, metallurgist, entreprenør, industrialist og pioner inden for motorkøretøjsområdet.